# Мері Тайлер Мур
Мері Тайлер Мур (англ. Mary Tyler Moore; 29 грудня 1936, Бруклін, Нью-Йорк, США — 25 січня 2017, Гринвіч, Коннектикут, США) — американська акторка, комедіантка, співачка і продюсерка, неодноразова володарка премій «Еммі» і «Золотий глобус».

## Кар'єра
Першу широку популярність Мур здобула завдяки ролі Лаури Петрі в ситкомі «Шоу Діка Ван Дайка» (1961—1966), що принесла їй дві премії «Еммі» в категорії «Найкраща акторка в комедійному серіалі» і «Золотий глобус» «За найкращу жіночу роль в телевізійному серіалі — комедія або мюзикл». Пізніше вона досягла ще більшої популярності завдяки комедії «Шоу Мері Тайлер Мур» (1970—1977), у якій втілювала Мері Річардс, незалежну і неодружену ведучу новин на каналі WJM-TV в Міннеаполісі. Ця робота принесла Мур ще чотири «Еммі», «Золотий глобус», а також статус ікони телебачення.
1980 року Мур змінила амплуа комедійної акторки, зігравши головну роль у фільмі «Звичайні люди». За цю роль її номінували на «Оскар» в категорії «За найкращу жіночу роль», а також акторка перемогла у номінації за «Найкращу жіночу роль — драма» на «Золотому глобусі». 
Крім акторської кар'єри, Мур також успішна продюсерка, в 1969 році відкрила власну студію MTM Enterprises, яка випустила низку популярних телесеріалів, фільмів, а також різних телепрограм.
Мур брала активну участь у багатьох суспільно корисних програмах, як-от захист прав тварин і допомога хворим на цукровий діабет, яким сама хворіла з початку 1970-х. Після загибелі 24-річного сина в 1980 році мала алкогольну залежність, в середині 1980-х проходила курс лікування. У травні 2011 року перенесла операцію на мозку з видалення доброякісних менінгіом.
За свою кар'єру Мур виграла сім премій «Еммі», три «Золотих Глобуса», дві «Тоні», чотири премії «Вибір народу», а також була номінована на BAFTA і «Оскар». У 1992 році вона була ушанована власною зіркою на «Голлівудській алеї слави», у 2002 отримала спеціальну премію American Comedy Awards, а у 2012 році була нагороджена відзнакою «Гільдії кіноакторів США» «За внесок в кінематограф». В знак визнання на її честь було зведено статую в центрі Міннеаполіса.

## Вибрана фільмографія
- 1980 — «Звичайні люди»
- 1996 — «Біда біду тягне» / (Flirting with Disaster) —  Перл Коплін